# NGC 3183
NGC 3183 (NGC 3218) é uma galáxia espiral barrada (SBbc) localizada na direcção da constelação de Draco. Possui uma declinação de +74° 10' 38" e uma ascensão recta de 10 horas, 21 minutos e 48,6 segundos.
A galáxia NGC 3183 foi descoberta em 2 de Abril de 1801 por William Herschel.